# ۹۹۱ (خورشیدی)
۹۹۱ نهصد و نود و یکمین سال هجری خورشیدی است.